# 伊那南部広域農道
伊那南部広域農道（いななんぶこういきのうどう、愛称名：南信州フルーツライン）は、長野県下伊那郡松川町と、高森町、を経て、飯田市座光寺までの区間を結ぶ。
伊那中部広域農道（中央アルプス花の道）へは、長野県道15号飯島飯田線の下伊那郡松川町上片桐地区～上伊那郡飯島町柏木交差点の区間を走行してから、中部広域農道へ接続となる。

## 交差・接続する主な道路
- 長野県道15号飯島飯田線（松川町 大島付近）
- 長野県道223号上片桐停車場線（松川町 まつかわ大橋南交差点）
- 長野県道59号松川インター大鹿線（松川町 東浦交差点）
- 長野県道428号山吹停車場線（高森町 山吹上平交差点）
- 長野県道227号市田停車場上市田線（高森町 石原田橋交差点）
- 長野県道15号飯島飯田線（飯田市 座光寺付近）